# Francis Hastings
Francis Hastings   (Ashby-de-la-Zouch, 1514 - 20 de juny de 1561) va ser un prelat anglès.

## Biografia
Era el fill gran de George Hastings, I comte de Huntingdon, i d'Anne Stafford, amant d'Enric VIII d'Anglaterra. Va tenir com a tutor a l'humanista John Leland durant la seva joventut. La seva mare, Anne Stafford, comtessa de Huntingdon, va ser amant d'Enric VIII a l'any 1510. El descobriment de la relació extramatrimonial va suposar que el comte enviés a la seva esposa a un convent, i que el germà d'aquest deixés la cort per no voler estar al servei del rei.
L'any 1513, Anne va rebre el segon regal d'any nou més car que havia fet el rei, el que indica que la seva relació va continuar fins aleshores. Tanmateix, no hi ha referències de l'època sobre la probabilitat del fet que Francis fos un fill il·legítim del rei Tudor. El seu pare va ser nomenat comte de Huntingdon el 3 de novembre del 1529. A l'any següent, se li va concedir el control sobre dues abadies.
El 15 de juny del 1532, Francis es va casar amb Katherine Pole, filla de Henry Pole, baró de Montagu, i de Jane Neville. Henry Pole va ser el fill gran de Sir Richard Pole i de Lady Margarida Pole, comtessa de Salisbury i filla de George de Clarence, duc de Clarence, i d'Elisabet Neville. Per altra banda, Jane era filla de George Neville, V baró de Bergavenny. Van tenir onze fills:
- Frances Anne Hastings (1533 - 1574), esposa de Henry Compton, I baró Compton i mare de William Compton, I comte de Northampton.
- Henry Hastings, III comte de Huntingdon (1536 - 1595).
- William Hastings (1537).
- George Hastings, IV comte de Huntingdon (1540 - 1604).
- Lord Edward Hastings (1541 - 1603), casat amb Barbara Devereux, filla de Sir William Devereux i Jane Scudamore, i neta de Walter Devereux, I vescomte Hereford.
- Katherine Hastings (1542 - 1576), esposa de Henry Clinton, II comte Lincoln.
- Walter Hastings (1544 - 1616).
- Elisabet Hastings (1546 - 1621), esposa d'Edward Somerset, IV comte de Worcester.
- Anne Hastings (1548).
- Francis Hastings (1550 - 1610).
- Mary Hastings (1552). Promesa amb Ivan IV de Rússia.

### Carrera política
Va ser ordenat Cavaller de l'Ordre del Bany l'any 1533. El seu pare va morir el 24 de març de l'any 1544, convertint-lo en el segon comte de Huntingdon. A la coronació del rei Eduard VI d'Anglaterra, el 20 de febrer del 1547, Huntingdon va portar les relíquies de Sant Eduard i va formar part de les justes que es van celebrar per l'ocasió.
Va ser un seguidor de John Dudley, I duc de Northumberland durant el protectorat d'Edward Seymour, I duc de Somerset. Va ser ell qui va portar a Somerset a la Torre de Londres quan el van empresonar el 13 d'octubre del 1549. Per això va ser premiat amb l'Orde de la Lligacama aquell mateix dia.
El Regne d'Anglaterra es trobava en guerra amb Escòcia i França, sota els regnats de la reina Maria I d'Escòcia (realment sota el poder de la seva mare, Maria de Guisa) i d'Enric II de França. Huntingdon va ser tinent general de l'exèrcit i capità de la flota en una campanya contra Boulogne-sur-Mer. La falta d'equipament i finançament no els permetria refermar-se durant molt de temps, però va permetre a Anglaterra reafirmar-se de cara a la Pau de Boulogne. Segons els termes, totes les demandes angleses es resoldrien a canvi de 400.000 corones. Després de signar la pau, els anglesos es van retirar de Boulogne i van posar fi a totes les hostilitats.
Després del seu ascens, Northumberland li va donar suport per formar part del Consell Privat. Va acompanyar a Eduard VI i a Northumberland en els seus respectius viatges fora de Londres en els anys 1552 i 1553 respectivament. Al 1553, se li van atorgar algunes de les propietats de John Beaumont a Leicestershire. Tot i la detenció i expropiació de Beaumont, Huntingdon va deixar que la seva vídua visqués a la mansió familiar de Grace-Dieu.
El 21 de maig del 1553, el seu fill gran, Henry es va casar amb Katherine Dudley, filla petita de Northumberland. Es va trobar entre els nobles que van reconèixer com a successora d'Eduard VI a Jane Grey. La reina proclamada era esposa de Lord Guildford Dudley, fill de Nothumberland i cunyat de Henry Hastings. És possible que Huntingdon veiés el parentiu del seu fill amb la reina com un avantatge personal.
El regnat de Jane Grey va ser breu (9 dies), sent derrocada per la seva cosina, Maria Tudor. Huntingdon va ser empresonat a la Torre de Londres. Va ser alliberat el gener del 1554 per què capturés al rebel Henry Grey, duc de Suffolk i pare de Jane Grey. Huntingdon va tenir èxit i va portar a Suffolk a la Torre. Aquell mateix any, l'11 d'abril, va estar present a l'execució de Thomas Wyatt.
Hastings era nebot polític del cardenal Reginald Pole, favorit de Maria I i arquebisbe de Canterbury. Aquesta connexió el va deslliurar de la persecució protestant. L'any 1558, la reina Maria va morir, sent succeïda per la seva germana Elisabet I.
Va morir l'any 1562 i va ser enterrat a l'església de St. Helen, Ashby-de-la-Zouch on encara es pot apreciar el sarcòfag de marbre a la capella Hastings. Va ser succeït pel seu fill Henry.